# Hôpital d'Adrar
 (mars 2023).
L'hôpital Ibn Sina d'Adrar est une structure sanitaire située dans la commune d'Adrar. Il dépend du centre hospitalier universitaire d'Oran, et relève de la Direction de la santé et de la population (DSP) de la wilaya d'Adrar (comme l'hôpital Mohamed Hachemi de Timimoun, l'hôpital de Reggane, l'hôpital Noureddine Sahraoui d'Aoulef, l'hôpital de Bordj Badji Mokhtar, l'hôpital de Zaouiet Kounta, l'hôpital d'Aougrout et l'hôpital de Tililane).
Cet hôpital est l'un des hôpitaux en Algérie qui relèvent du ministère de la Santé.

## Géographie

### Localisation
L'hôpital Ibn Sina d'Adrar se situe au centre de la ville d'Adrar.

## Histoire

### Construction
L'hôpital Ibn Sina de la ville d’Adrar a ouvert ses portes en 1975.
À son inauguration, il était classé comme secteur sanitaire jusqu'à sa mutation en hôpital en date du 1er janvier 2008.

### Hôpital
Depuis le 1er janvier 2008, l’hôpital Ibn Sina d'Adrar abrite plusieurs services médicaux.
La capacité de cet hôpital est passée de 120 à 330 lits par l’extension à de nouveaux services[Quand ?].
En 2011, cet établissement public hospitalier était composé de 13 services.

## Direction
|     | Directeur            | Début   | Fin     |
| 1er |                      |         |         |
| 2e  |                      |         |         |
| 3e  | Mme A. Khellaf       | 2006    | 2008    |
| 4e  | Mr:BOUDOUIYA Med     | 2011    | 2013    |
| 5e  | Mr: ZEMAM Nourredine | 03/2013 | 04/2015 |
| 6e  | Mr: Daouali Boudjama | 05/2015 |         |

## Services cliniques et médico-techniques
L'hôpital Ibn Sina d'Adrar dispose de vingt services cliniques et médico-techniques[Quand ?] : chirurgie générale, gynécologie-obstétrique, médecine interne, néphrologie et d'hémodialyse, ophtalmologie, pédiatrie, urgences médico-chirurgicales, neurochirurgie, pneumologie, cardiologie, urologie, paradontologie, psychiatrie, traumatologie, neurologie, réanimation, épidémiologie, gériatrie, antipoison, oncologie.

### Service de chirurgie générale
Le bloc opératoire est à l'arrêt de juin 2011 à une date postérieure à 2013 par manque de matériel d'anesthésie-réanimation. Plus de 600 patients ont alors été évacués vers les hôpitaux du nord, de Ghardaïa ou Béchar, dont certains sont morts lors du transfert, par manque d'ambulances médicalisées[réf. nécessaire].

### Service de gynécologie-obstétrique
En 2011, cette maternité est la seule de la wilaya d'Adrar construite aux normes internationales, mais ne dispose pas de médecin gynécologue.

### Service de néphrologie et d'hémodialyse
Ce service de néphrologie avait signé en 2003 une convention avec des spécialistes de l'Hôpital Mustapha Bacha à Alger qui prévoyait d’assurer des interventions au profit des malades de la région d'Adrar.

### Service de d'ophtalmologie
En novembre 2013, le service d'ophtalmologie de l'hôpital Ibn Sina d'Adrar fonctionnait encore au ralenti.
Le groupe électrogène de ce service était aussi en panne.

### Service de laboratoire d'analyses médicales
Ce laboratoire était obsolète en 2013 à cause de l'indisponibilité de réactifs et d'appareils destinés à la biochimie d'hormonologie.

### Service de cardiologie
En 2010 les médecins spécialistes en cardiologie étaient une denrée rare au niveau de l'hôpital Ibn Sina d'Adrar.
Il était à déplorer en 2013 que les réactifs utilisés pour la transfusion sanguine dans ce service faisaient cruellement défaut avec les risques encourus.

### Service d'épidémiologie
Ce service d'épidémiologie fait face aux risques de maladies transmissibles émanant du fait que tous les foyers d'Adrar ne sont pas reliés au réseau de l'évacuation des eaux usées, une partie est reliée soit à des fosses septiques soit à des fosses perdues, d'où le risque de déclenchement d'épidémies et de contagion.
Ce service prend part aux campagnes auprès des différents lieux de commerces pour sensibiliser les propriétaires pour qu'ils appliquent scrupuleusement les règles élémentaires de sécurité et d'hygiène. À chaque découverte de cas de paludisme à Adrar, ce service d'épidémiologie est mobilisé avec les autres services de santé de la wilaya, en état d’alerte générale, et une vaste opération de contrôle médical est déclenchée, où les réfugiés Africains de différentes nationalités sont soumis à un examen médical obligatoire dans chaque commune. Les établissements de santé de la wilaya sont alors instruits de prendre en charge tous les cas suspects, venant surtout des zones frontalières de Bordj Badji Mokhtar et Timimoun. À rappeler que l'épidémiologie du paludisme en Algérie a été marquée, à partir de 1980, par la prévalence du paludisme d’importation avec 90 % des cas déclarés par la wilaya de Tamanrasset et la wilaya d'Adrar  avec comme le lieu d’infection le Mali et le Niger dans 95 % des cas.

### Service antipoison
Le service antipoison de l'hôpital Ibn Sina d'Adrar participe aux campagnes antiscorpionniques menées à longueur d'année dans les communes de la wilaya d'Adrar et dans les établissements scolaires pour sensibiliser les citoyens sur les réels dangers du scorpion qui sévit dans la région. Au niveau national algérien, plus de 50 000 piqûres de scorpion sont enregistrées annuellement, qui malheureusement engendrent 150 décès. Dans la wilaya d'Adrar, 4 133 piqûres de scorpion ont été enregistrées en 2006, qui ont engendré 06 décès, alors que 3 701 piqûres ont été enregistrées en 2007, dont 01 décès.

### Service de radiologie médicale
L'hôpital Ibn Sina d'Adrar était doté en 2010 d'un scanner, où 373 examens avaient été effectués, et d'un échographe. La numérisation des radiographies médicales a ainsi été salutaire pour les patients de la région d'Adrar. Ce scanner et cet échographe font partie des 7 radiologies fixes et 3 radiologies numériques qui avaient été réceptionnées en 2008 dans les établissements de santé de la wilaya d'Adrar.

### Service d'oncologie
L’unité d’oncologie médicale a démarré en novembre 2010.
Le dépistage du cancer du sein et celui du cancer du col de l'utérus font partie des missions de ce service d'oncologie.

## Transport médical
Cet hôpital est doté d'une ambulance (véhicule tout-terrain: type 4x4) équipée de moyens d'urgence et d'intervention.
A rappeler qu'en 2014, le secteur de la santé dans la wilaya d'Adrar a été renforcé par l'acquisition de 20 ambulances pour le transport des malades et de 12 véhicules tout-terrain: type 4x4 pour les équipes mobiles.
Une réflexion est en cours en 2014 pour la dotation de l'hôpital d'Adrar d'une station d'hélicoptère sanitaire.
Il s'agira d'un hélicoptère, ou de plusieurs, basé de façon permanente à l'hôpital d'Adrar et dédié exclusivement à des missions sanitaires de transport de patients.
La zone de stationnement de l'hélicoptère sera proche de l'enceinte des services hospitaliers afin d'éviter l'usage d'un véhicule intermédiaire. Elle devra être protégée, éclairée et homologuée.
La configuration sanitaire de l'appareil volant devra être permanente.
Le matériel médical embarqué sera standardisé et approuvé.
La disponibilité immédiate concernera l'équipe médicale des urgences de l'hôpital d'Adrar, mais également le pilote qui bénéficiera de locaux d'hébergement dans l'hôpital même.
Grâce à la généralisation des numéros verts et à l'utilisation du système GPS, l'intervalle entre la survenue de l'urgence médicale dans les communes et les villages de la wilaya d'Adrar et la réception de l'alerte aura tendance à diminuer.
L'hélicoptère sanitaire réduira le délai de réponse médicale après l'alerte et le signalement dans tout le périmètre de la wilaya d'Adrar.
En décembre 2011, trois petits avions et cinq hélicoptères avaient été destinés aux évacuations sanitaires surtout pour la région du sud de l'Algérie, à la suite de la convention signée entre le ministère algérien de la santé et de la population et la compagnie algérienne Tassili Airlines.

### École paramédicale
L'institut national de formation supérieure paramédicale d’Adrar est doté d’une capacité pédagogique de 140 places.
En 2009, les 84 postes pédagogiques ouverts dans cette école visaient la formation en trois ans de personnels paramédicaux dans les spécialités suivantes :
- sages-femmes ;
- auxiliaires médicaux en réanimation ;
- manipulateurs radiologiques ;
- laborantins ;
- puéricultrices ;
- infirmiers en soins généraux.

Pour renforcer en personnel paramédical, les structures hospitalières des zones enclavées de la wilaya d'Adrar, cet institut a également formé 90 aide-soignants au cours de l’année 2010 puis 120 aide-soignants au cours de l’année 2011.

### Incinérateur de déchets médicaux
Au niveau de l’établissement hospitalier Ibn Sina d'Adrar, l’implantation d’un incinérateur de déchets médicaux au beau milieu de l'hôpital représente un véritable danger et une menace omniprésente sur la santé d'une population estimée à quelque 70 000 habitants.
Tous les produits médicaux incinérés sont soit périmés soit ayant servi et qui dégagent une fumée nocive qui pollue la ville d'Adrar depuis 1995.

## Établissements affiliés

### Polycliniques
La polyclinique de la cité Tlillen à Adrar, qui regroupe plusieurs services, dont la Maison du diabète, fournit des consultations médicales qui y sont effectuées pour désengorger les services médicaux de l'hôpital Ibn Sina de la ville d'Adrar.

### Salles de soins
Plusieurs salles de soins sont érigées dans la banlieue de la ville d'Adrar pour accueillir les citoyens.
- Salle de soins: Bouda.
- Salle de soins: Tamantit.
- Salle de soins: Boufadi.
- Salle de soins: Founoughil.
- Salle de soins: Ouled Brahim.
- Salle de soins: Ouled Ali.

## Ressources humaines
Le personnel médical de l'hôpital Ibn Sina d'Adrar comptait en 2011 un effectif global de praticiens de la santé composé de 27 médecins spécialistes, de 32 médecins généralistes et de 319 agents paramédicaux, malgré le départ d'une dizaine de spécialistes à la fin 2007 et en 2008.
Il y avait lieu de noter l’absence de gynécologues-obstétriciens, d’oto-rhino-laryngologistes, d'ophtalmologues, de cardiologues, de dermatologues, etc.
Lors des fins de semaine et des jours fériés, trois médecins généralistes assuraient la garde et les 12 spécialistes étaient d’astreinte.
En mars 2013, faute de moyens de travail, huit médecins spécialistes dont un orthopédiste, un chirurgien, un radiologue ont quitté l'hôpital Ibn Sina pour rejoindre d'autres structures médicales ailleurs en Algérie.
L'effectif médical spécialisé en 2013 était composé d'un seul gynécologue, de trois chirurgiens, de trois réanimateurs, d'un radiologue et d'un ophtalmologue qui ne disposait d'aucun équipement pour pouvoir exercer son travail ophtalmologique convenablement.
Depuis le mois d’août 2014, l’hôpital a renforcé son potentiel médical humain avec l’arrivée de 26 praticiens cubains dont une dizaine de paramédicaux spécialisés.
Le manque de plusieurs spécialistes médicaux, à savoir des cardiologues, des dermatologues, des pneumologues, des urologues, des neurochirurgiens et des médecins légistes, incite à réfléchir à une autre politique pour inciter les praticiens de la santé à venir dans le Sud de l'Algérie.
L'objectif espéré est d'atteindre la couverture de toutes les spécialités, d'améliorer la qualité de la prise en charge du malade et d'assurer la couverture médicale dans tous les ksours de la wilaya d'Adrar.

## Couverture sanitaire
En 2014, la couverture sanitaire dans la wilaya d'Adrar était assurée par un médecin spécialiste pour 6 722 habitants, un médecin généraliste pour 1 200 habitants et un pharmacien pour 8 780 habitants.